# Phạm Hữu Quang

Phạm Hữu Quang

Phạm Hữu Quang (1952 - 2000) là một nhà thơ ở Đồng bằng sông Cửu Long, tác giả của bài thơ Giang hồ nổi tiếng.

## Tiểu sử
Phạm Hữu Quang sinh năm 1952 tại Bắc Đuông, Thốt Nốt, tỉnh Cần Thơ, Việt Nam.
Từng học Đại học Sư phạm Sài Gòn rồi chuyển về học Đại học Cần Thơ, khi ra trường, ông đi dạy vài ba năm rồi chuyển qua công tác tại Hội Văn học Nghệ thuật An Giang.
Từ năm 1969, ông đã có thơ có thơ đăng trên các tạp chí văn chương, nhưng ông sáng tác không nhiều.
Ông lâm bệnh mất lúc 12 giờ 45 phút ngày 28 tháng 4 năm 2000 tại Long Xuyên, An Giang.

## Bài thơ Giang hồ (nguyên tác)
Tàu đi qua phố, tàu qua phố
Phố lạ mà quen, ta giang hồ
Chẳng lẽ suốt ngày bên bếp vợ
Chẻ củi, trèo thang với... giặt đồ?
Giang hồ đâu bận lo tiền túi
Ngày đi ta chỉ có tay không,
Vợ con chẳng kịp chào xin lỗi
Mây trắng trời xa, trắng cả lòng...
Giang hồ ta ghé nhờ cơm bạn
Đũa lệch mâm suông cũng gọi tình
Gối trang sách cũ nằm nghĩ bụng
Cười xưa Dương Lễ với Lưu Bình.
Giang hồ có bữa ta ngồi quán
Quán vắng mà ta chẳng chịu về
Cô chủ giả đò nghiêng ghế trống
Đếm thấy thừa ra một gốc si.
Giang hồ mấy bận say như chết
Rượu sáng chưa lưa đã rượu chiều
Chí cốt cầm ra chai rượu cốt
Ừ. Thôi. Trời đất cứ liêu xiêu...
Giang hồ ta chẳng thay áo rách
Sá gì chải lược với soi gương
Sáng nay mới hiểu mình tóc bạc
Chợt tiếng trẻ thưa ở bên đường.
Giang hồ ba bữa buồn một bữa,
Thấy núi thành sông biển hoá rừng
Chân sẵn dép giầy, trời sẵn gió
Ngựa về. Ta đứng. Bụi mù tung...
Giang hồ tay nải cầm chưa chắc
Hình như ta mới khóc hôm qua
Giang hồ ta chỉ giang hồ vặt
Nghe tiếng cơm sôi cũng nhớ nhà.

nguồn: Thica.net
https://www.thica.net/2008/02/15/giang-h%E1%BB%93/

## Tác phẩm đã in
- Đàn Gà Con – Văn nghệ An Giang 1980
- Ngẫu Hứng Chiều Sông Hậu - Văn nghệ An Giang 2000

## Cảm nhận
Nhà thơ Yên Uyên Sa viết:
Phạm Hữu Quang viết nhiều đề tài, nhiều mặt của cuộc sống. Ở đề tài nào Quang cũng gần như nắm bắt được cái "hồn" của nó. Thơ viết về gia đình cứ man mác mà thẩm thấu:
Em suốt đời chẳng hiểu được mình
Vẫn như bé khi về bên chị
Cây gáo chẳng hóa thành cây thị
Nhưng chị em mãi là nàng tiên
(Thơ tặng chị ruột, 1986)
Thơ viết về tình yêu đọc nghe lạnh mà đau đớn:
Có khác đâu buổi chiều mười năm trước
Tiễn em xa mưa nổi bóng hiên ngoài
Ta vô cớ cười rung như tiếng lạc
Mười năm ư? Chưa dứt hạt mưa bay
(Chiều mưa trở lại thị trấn N, 1982)
Những bài thơ viết về những chuyến "giang hồ vặt", gặp bạn chí cốt hay những bài thơ viết về chính mình trong vùng kinh tế mới là những bài thơ thành công của quang bởi chất vừa thực vừa thơ.
Với tôi, có lẽ tiếng "Ừ" được Quang sử dụng trong thơ cũng đã góp thêm vào sự thành công ấy...
Ta về, ừ nhỉ ta về thôi
Ô hay bến thuyền kèo cột gãy
Qua mùa hoạn lộ chẳng còn vui...
(Về quê, 1987)
Ừ thì ta hát em nghe
Câu thơ hát trước câu vè hát sau...
...Tình - tang tang - tính tang – tình
Em đi bỏ chỉ một mình ta nghe
(Khúc ru, 1986)
Nhà văn Trần Nhã Thụy cảm nhận về thơ giang hồ của Phạm Hữu Quang:
Nói cho đúng, thơ Phạm Hữu Quang không nhiều. Nhưng anh có bài "Giang hồ" quá xuất thần, dường như ai chỉ cần nghe đọc một lần là cũng có thể thuộc vài câu. Tất nhiên bài "Giang hồ" không chỉ có hai câu hay, mà còn có nhiều câu thấm thía, ví dụ:
Giang hồ ba bữa buồn một bữa
Thấy núi thành sông biển hóa rừng...
Ồ! Thì ra xưa nay, người rong ruổi giang hồ cũng không phải là hiếm, nhưng mới đi ba bữa đã sầu một bữa, quặn lòng mình để cho thơ lên ngôi thì cũng chỉ riêng thi sĩ thứ thiệt mới có. Thật ra, giang hồ - xê dịch - rong chơi; nó vừa là hành động vừa là ý niệm của người thơ. Dấn thân để được đi mãi trên con đường sáng tạo luôn là ước muốn lớn lao của những ai làm nghệ thuật. Nhà thơ Thế Lữ từng viết: "Ta là một khách chinh phu/ Dấn bước truân chuyên khắp hải hồ". Thấy chưa? Giang hồ, đâu phải chỉ "đã đời sông núi" riêng mình, mà đôi khi nó là sứ mệnh.